# Pero dissimilis
Pero dissimilis là một loài bướm đêm trong họ Geometridae.